# Dzielnica I Borki, Brzezie, Czarnowąsy, Świerkle
Dzielnica I Borki, Brzezie, Czarnowąsy, Świerkle – jedna z 13 dzielnic, na które podzielone jest Opole. Powstała w rezultacie reformy administracyjnej z 2019 roku. Znajduje się w północnej części miasta i składają się na nią dawne sołectwa (obecnie jednostki urbanistyczne z reprezentacją w Radzie Dzielnicy) Borki, Brzezie, Czarnowąsy oraz Świerkle, włączone w granice miasta w 2017 roku.
Dzielnica I zajmuje 25,5 km² i zamieszkana jest przez 4902 osoby. Od południa graniczy z Dzielnicą II.
Na terenie dzielnicy znajduje się m.in. klasztor norbetanek, w którym pochowany jest Kazimierz I opolski, oraz Elektrownia Opole.
Część zachodniej granicy dzielnicy (i miasta) stanowi Odra. Na obszarze Dzielnicy I uchodzi do niej Mała Panew. Ujście Chrząstawy do Małej Panwi również znajduje się w granicach dzielnicy.

## Transport
Przez dzielnice przebiega linia kolejowa 277 Opole Groszowice – Wrocław Brochów. Na jej obszarze znajdują się dwa przystanki kolejowa: Opole Czarnowąsy i Opole Borki.